# Schlatt
Schlatt é uma comuna da Suíça, no Cantão Turgóvia, com cerca de 1.561 habitantes. Estende-se por uma área de 15,5 km², de densidade populacional de 101 hab/km². Confina com as seguintes comunas: Basadingen-Schlattingen, Büsingen am Hochrhein (DE-BW), Dachsen (ZH), Diessenhofen, Feuerthalen (ZH), Trüllikon (ZH), Truttikon (ZH). 
A língua oficial nesta comuna é o Alemão.